# 陶卡奇·欧尔绍尧
陶卡奇·欧尔绍尧（匈牙利語：Takács Orsolya，1985年5月20日—），匈牙利女子水球运动员。她曾代表匈牙利国家队参加2008年、2012年和2016年夏季奥林匹克运动会水球比赛，均获得第四名。